# ذفرة كبيرة الأوراق
ذفرة كبيرة الأوراق (الاسم العلمي:Cleome macrophylla) هي نوع من النباتات تتبع جنس الذفرة من الفصيلة الذفرية.